# Amiota lanceolata
Amiota lanceolata är en tvåvingeart som beskrevs av Toyohi Okada 1971. Amiota lanceolata ingår i släktet Amiota och familjen daggflugor. Inga underarter finns listade i Catalogue of Life.